# Хорольская, Таисия Станиславовна
Хорольская Таисия Станиславовна (род. 16 сентября 1993, Кривой Рог, Днепропетровская область) — украинская волейболистка, центральный блокировщик. Мастер спорта Украины.

## Биография
Родилась 16 сентября 1993 года в городе Кривой Рог Днепропетровской области.

## Спортивная карьера
| Годы       | Команды               |
| ---------- | --------------------- |
| 2009—2012  | Северодончанка-2      |
| 2012—2016  | Северодончанка        |
| 2017—2018  | Полтавчанка (Полтава) |
| 2019—2021  | Регина (Ровно)        |
| 2021—2022  | Аланта (Днепр)        |
| 2022—н. в. | Лука Копер            |

### Спортивные достижения
- Чемпионат Украины:

- Второе место (2): 2014, 2015;
- Третье место (1): 2016.

- Кубок Украины:

- Второе место (3): 2013, 2014, 2015;
- Третье место (2): 2016, 2021.